# NGC 145
NGC 145 este o galaxie spirală, posibil și barată, situată în constelația Balena. A fost descoperită în 9 octombrie 1828 de către John Herschel. De asemenea, a fost observată încă o dată în 5 octombrie 1836 tot de către John Herschel.